# 巴伐利亚科学与人文学院

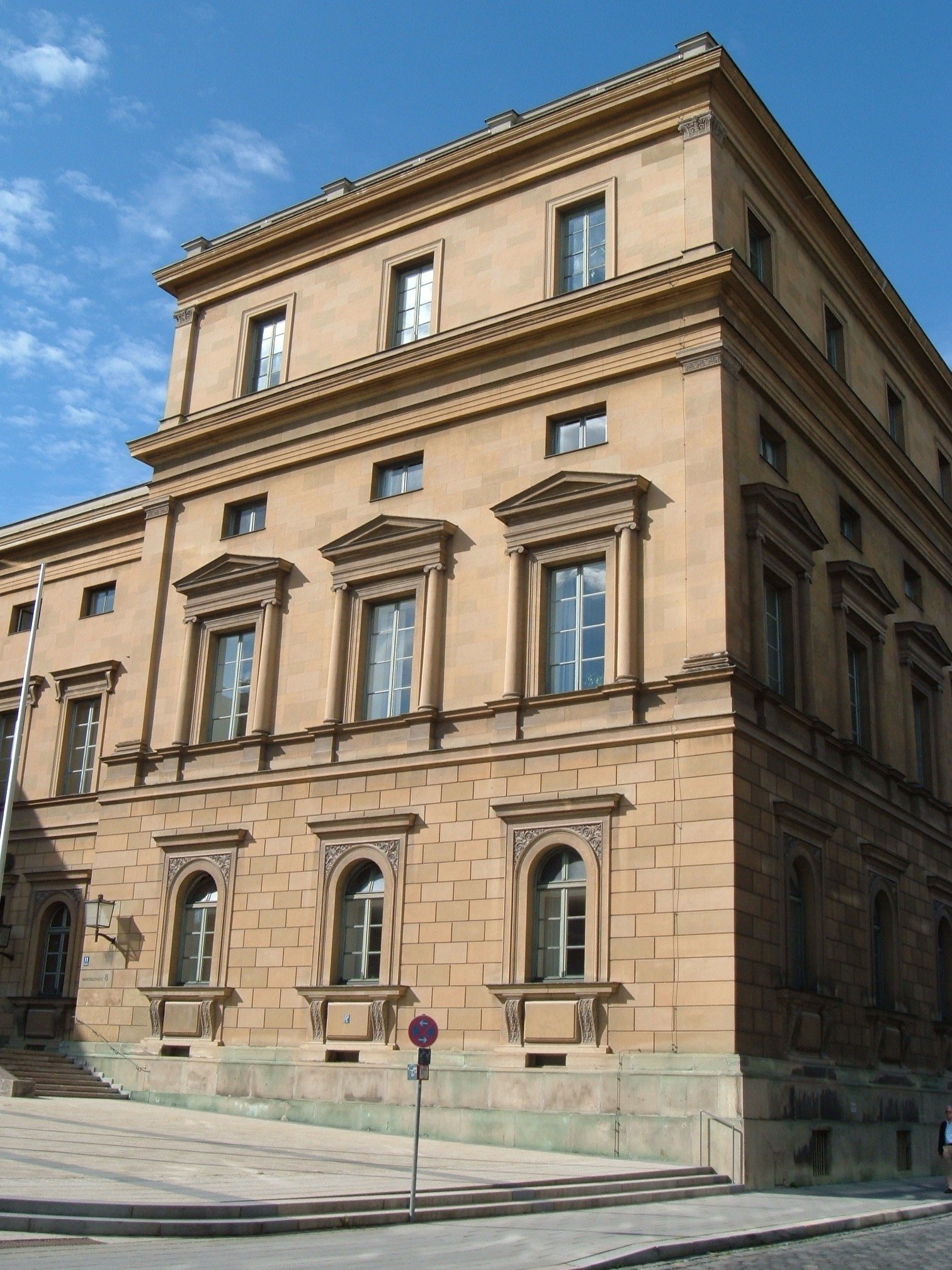
巴伐利亚科学与人文学院

巴伐利亚科学与人文学院（德語：  Bayerische Akademie der Wissenschaften) 是德国慕尼黑的一个独立的公共机构，仅接受其学科知识的增长做出了巨大贡献的学者，学院院士约45人，加上通讯院士，人数在120左右。
1759年3月28日，馬克西米利安三世·約瑟夫创立了巴伐利亚科学与人文学院。西格蒙德·冯·海姆豪森伯爵是第一任院长。